# إعصار بول (1982)
إعصار بول كان ثاني أعنف إعصار في المحيط الهادئ تم تسجيله، حيث بلغ إجمالي الوفيات 1625 شخصًا، فقط جاء بعد إعصار المكسيك عام 1959، وتسبب في أكثر من 520 مليون دولارًا في الخسائر. العاصفة السادسة عشرة المسماة والإعصار العاشر لموسم الأعاصير في المحيط الهادئ عام 1982 ، أدي الاعصار الي كساد استوائي قبالة ساحل أمريكا الوسطى في 18 سبتمبر. انتقل الانحدار إلى الداخل لفترة وجيزة بعد ذلك بيومين فقط قبل التوجه غربًا إلى البحر. تغيرت قوة العاصفة قليلاً لعدة أيام حتى 25 سبتمبر ، ثم اشتدت ببطء إلى عاصفة استوائية. بعد ذلك بيومين ، وعزز بقوة إلى الفئة 2 بعد أن تحول شمالًا. ثم تسارع الإعصار نحو الشمال الشرقي ، ليصل إلى ذروة الرياح 110  ميل في الساعة (175   كم / ساعة). وصل بول إلى اليابسة فوق باجا كاليفورنيا سور في 29 سبتمبر ، وانتقل بعد ذلك إلى الشاطئ في سينالوا في اليوم التالي.

## ما بعد الكارثة
في أعقاب العاصفة ، انتقدت حكومة السلفادور لفشلها في إبقاء الجمهور على علم جيد ووعي بمخاطر الازمة فراح ضحية الجهل الكثيرين الذين لم يتعاملوا بشكل جيد مع الكارثة. وقدمت أكثر من 300 ألف دولار كمساعدة وأعلنت حالة الطوارئ ؛  بالإضافة إلى ذلك ، تم إعلان حالة حداد. بدأ برنامج الأغذية العالمي للأمم المتحدة في توزيع المواد الغذائية المخصصة لضحايا الحرب الأهلية في السلفادور . قدمت السفارة الأمريكية في غواتيمالا 25000 دولار كمساعدة للبلاد. سارعت السلطات المكسيكية لتزويد المشردين بالأغذية والمياه.